# Henrik Karge
Henrik Karge (* 19. September 1958 in Rotenburg an der Fulda) ist ein deutscher Kunsthistoriker. 

## Leben
Henrik Karge studierte als Stipendiat der Studienstiftung des deutschen Volkes Kunstgeschichte, Klassische Archäologie, Hispanistik und Islamkunde an der Universität Mainz mit einem Auslandsjahr an der Universität Granada und an der Abteilung Madrid des Deutschen Archäologischen Instituts (1980/81). Er wurde 1986 an der Universität Mainz bei Otto Feld mit einer baumonografischen Arbeit über die Kathedrale von Burgos promoviert, für die er den Preis der Johannes Gutenberg-Universität erhielt. Von 1987 bis 1994 war er Wissenschaftlicher Assistent, danach bis 1997 Oberassistent am Kunsthistorischen Institut der Universität Kiel. 1994 habilitierte er sich dort mit einer Arbeit über „Karl Schnaase. Zum Verhältnis von Ästhetik und Kunstgeschichte im 19. Jahrhundert“.
Seit 1997 war er Professor für Kunstgeschichte am Institut für Kunst- und Musikwissenschaft der Technischen Universität Dresden. Gastprofessuren nahm er an der Universität Girona (Spanien) 1997 und an der Universidad de Antioquia in Medellín (Kolumbien) 2013 wahr. Von 2001 bis 2006 wirkte Henrik Karge als 1. Vorsitzender des Freundeskreises Städtische Galerie Dresden – Atelierbegegnung e.V. beim Aufbau der Städtischen Galerie Dresden mit. Er ist Beiratsmitglied des Deutschen Vereins für Kunstwissenschaft und Mitglied der Kommission für die Kunstgeschichte Mitteldeutschlands an der Sächsischen Akademie der Wissenschaften zu Leipzig, außerdem Vertrauensdozent der Studienstiftung des deutschen Volkes. Im März 2017 wirkte er als Mitorganisator des 34. Deutschen Kunsthistorikertags in Dresden. Als Studiendekan der Philosophischen Fakultät in den Jahren 2019 bis 2022 war er an der Konzeption des Bachelorstudiengangs Geistes-, Kultur- und Sozialwissenschaften der TU Dresden (ab Wintersemester 2023/24) beteiligt. Im Herbst 2024 trat er in den Ruhestand.

## Forschungsschwerpunkte

### Kunstgeschichte Spaniens und Lateinamerikas
Seit der Gründung 1989 ist Henrik Karge mit einer kurzen Unterbrechung Vorstandsmitglied der Carl-Justi-Vereinigung zur Förderung der kunstwissenschaftlichen Zusammenarbeit mit Spanien, Portugal und Iberoamerika e.V. mit Sitz in Dresden. In diesem Zusammenhang wirkte er an der Organisation verschiedener Tagungen und Mitherausgabe der Buchreihe Ars Iberica et Americana. Seit mehreren Jahren wirkt er in Forschungskooperationen mit Universitäten in Spanien, Kolumbien und Mexiko.

### Kunsthistoriografie und Architektur des 18. bis frühen 20. Jahrhunderts
Seit seiner Kieler Habilitationsschrift erforscht Henrik Karge die deutsche Kunsthistoriografie des 19. Jahrhunderts und hat dazu eine Fülle von Publikationen vorgelegt; geplant ist ein umfassendes Werk: Die Genese der modernen Kunstgeschichte im 19. Jahrhundert. Karl Schnaase – Franz Kugler – Jacob Burckhardt. Zwischen 2008 und 2014 edierte er das wissenschaftliche Gesamtwerk von Gottfried Semper in fünf Bänden. Seit 2013 leitete er drei von der Fritz Thyssen Stiftung und der Gerda Henkel Stiftung finanzierte Forschungsprojekte zur Dresdner Residenzarchitektur des 18. Jahrhunderts – Baugeschichte des Japanischen Palais und Schloss- und Zwingerplanungen unter August dem Starken – sowie ein Teilprojekt des BMBF-Forschungsprojekts „Farbe als Akteur und Speicher“. Seit 2018 führt Karge gemeinsame Forschungen mit Sabine Frommel (Paris) zur europäischen Architekturgeschichte durch und organisierte das Kolloquium „The History of Architectural History“ an der Accademia Nazionale di San Luca in Rom (8.–9. November 2022).

## Publikationen (Auswahl)

### Forschungsschwerpunkt Kunstgeschichte Spaniens und Lateinamerikas
- Spanish Medieval Architecture: European Currents and Regional Solutions on the Fringe of the Christian World, in: Richard A. Etlin (Hrsg.), The Cambridge Guide to the Architecture of Christianity, Bd. 1, Cambridge / New York u. a.: Cambridge University Press 2023, S. 467–488
- La Catedral de Burgos: su construcción en el siglo XIII en el contexto del gótico europeo, in: José Luis Barriocanal Gómez / Santiago del Cura Elena / René Jesús Payo Hernanz / Carlos Izquierdo Yusta (Hrsg.), El mundo de las catedrales. Pasado, presente y futuro. Congreso Internacional VIII Centenario Catedral de Burgos, Burgos: Fundación VIII Centenario de la Catedral 2022, S. 15–34 (online)
- Von Raffaels „Disputa“ zu Zurbaráns „Apotheose des hl. Thomas von Aquin“. Das Bild der Theologie in dominikanischer Tradition, in: Bertram Kaschek / Teresa Ende / Jan-David Mentzel / Frank Schmidt (Hrsg.), Das subversive Bild. Festschrift für Jürgen Müller, Berlin / München: Deutscher Kunstverlag 2022, S. 271–289
- Romanische Architektur in Spanien. Wandlungsprozesse des nordspanischen Kirchenbaus im europäischen Kontext, Halle an der Saale: Universitätsverlag Halle-Wittenberg 2019
- Les programmes sculpturaux des cathédrales de Reims et Burgos et leurs références royales, in: Patrick Demouy (Hrsg.), La Cathédrale de Reims, Paris: Presses de l’université de Paris-Sorbonne 2017, S. 297–310
- Goldene Künste in eiserner Zeit – Das spanische „Siglo de Oro“ in der Kunst- und Kulturgeschichte Europas, in: El Siglo de Oro / Spaniens goldene Zeit. Die Ära Velázquez in Malerei und Skulptur, Ausst.kat. Staatliche Museen zu Berlin / Kunsthalle München 2016/17, München: Hirmer 2016, S. 15–29
- (Hrsg. mit Bruno Klein) 1810 – 1910 – 2010. Independencias dependientes. Kunst und nationale Identitäten in Lateinamerika / Arte e identidades nacionales en América Latina / Art and National Identities in Latin America, Frankfurt a. M. / Madrid: Vervuert / Iberoamericana 2016 (Ars Iberica et Americana, 17)
- (Hrsg. mit Antonio Bonet Correa u. Jorge Maier Allende) Carl Justi y el arte español, Madrid: Centro de Estudios Europa Hispánica 2015
- The European Architecture of Church Reform in Galicia. The Romanesque Cathedral of Santiago de Compostela, in: James D’Emilio (Hrsg.), Culture and Society in Medieval Galicia. A Cultural Crossroads at the Edge of Europe, Leiden / Boston: Brill 2015, S. 573–630
- Grabkult der Heiligen und apostolische Konkurrenz. Pilgerkirchen im aquitanischen Kulturraum als Modelle für Santiago de Compostela, in: Bernd Nicolai / Klaus Rheidt (Hrsg.), Santiago de Compostela. Pilgerarchitektur und bildliche Repräsentation in neuer Perspektive, Bern: Peter Lang 2015, S. 345–361
- (Hrsg. mit Barbara Borngässer u. Bruno Klein) Grabkunst und Sepulkralkultur in Spanien und Portugal / Arte funerario y cultura sepulcral en España y Portugal Frankfurt a. M. / Madrid: Vervuert 2006 (Ars Iberica et Americana, 11)
- La arquitectura de la catedral de León en el contexto del gótico europeo, in: Joaquín Yarza Luaces / María Victoria Herráez Ortega / Gerardo Boto Varela (Hrsg.), Congreso Internacional “La Catedral de León en la Edad Media”. Actas, León: Universidad 2004, S. 113–144
- Die altamerikanische Kunst und der Kanon der klassischen Antike. Der „neue Kontinent“ in der Kunsthistoriographie der ersten Hälfte des 19. Jahrhunderts, in: Helga von Kügelgen (Hrsg.), Herencias indígenas, tradiciones europeas y la mirada europea / Indigenes Erbe, europäische Traditionen und der europäische Blick, Madrid / Frankfurt am Main 2002 (Ars Iberica et Americana, 7), S. 335–374
- (Hrsg. mit Sylvaine Hänsel) Spanische Kunstgeschichte. Eine Einführung, 2 Bde., Berlin: Reimer 1992
- (Hrsg.) Vision oder Wirklichkeit. Die spanische Malerei der Neuzeit, München: Klinckhardt & Biermann 1991
- Die Kathedrale von Burgos und die spanische Architektur des 13. Jahrhunderts. Französische Hochgotik in Kastilien und León, Berlin: Gebr. Mann 1989 (span. Neufassung: La Catedral de Burgos y la arquitectura del siglo XIII en Francia y España, Valladolid: Junta de Castilla y León 1995)

### Forschungsschwerpunkt Kunsthistoriografie und Architektur des 18. bis frühen 20. Jahrhunderts
- mit Sabine Frommel, Julia Walter: The history of architectural history. The genesis and development of a scientific discipline between national perspectives and European models: report on the international Symposium of the Technische Universität Dresden at the Accademia Nazionale di San Luca in Rome, in: Journal of Art Historiography, Heft 27, Dezember 2022, 31 Seiten (online)
- Jacob Burckhardt und die französische Interpretation der „Renaissance“. Wandlungen des Begriffs von den frühen Tessin-Studien bis zum Cicerone, in: Zeitschrift für Kunstgeschichte 85, 2022, S. 181–222
- Universale und nationale Kunstgeschichte an Technischen Hochschulen: Wilhelm Lübke (1826–1893), in: Robert Stalla (Hrsg.), Kunstgeschichte an Polytechnischen Instituten, Technischen Hochschulen, Technischen Universitäten. Geschichte – Positionen – Perspektiven, Wien / Köln / Weimar: Böhlau 2021, S. 389–410
- Karl Schnaase's Niederländische Briefe (1834): Early Netherlandish Painting in European Perspective, in: Oud Holland. Journal for Art of the Low Countries 133, 2020, Nr. 3/4, S. 215–230
- (Mit Stefan Hertzig und Kristina Friedrichs) Das Japanische Palais in Dresden. Porzellanschloss – Staatsmonument – Museum. Konzeption und Baugeschichte, Petersberg: Imhof 2019
- Farben und Raum in Sempers Stil. Vom Polychromiestreit zur Wahrnehmungstheorie der Farben, in: Uta Hassler (Hrsg.), Polychromie & Wissen, München: Hirmer 2019, S. 18–39
- Sakrale Traditionen im Umfeld der Moderne. Dresdner Kirchenbauten in den 1920er Jahren, in: Claudia Quiring / Hans-Georg Lippert (Hrsg.), Dresdner Moderne 1919–1933. Neue Ideen für Stadt, Architektur und Menschen, Dresden: Sandstein 2019, S. 156–170
- Renaissance: mutations d’un concept et „invention“ d’un style dans la première moitié du XIXe siècle en France et en Allemagne, in: Antonio Brucculeri / Sabine Frommel (Hrsg.), Renaissance italienne et architecture au XIXe siècle, Rom: Campisano 2016, S. 35–54
- (Hrsg.) Gottfried Semper, Gesammelte Schriften, 5 Bde., Hildesheim / Zürich / New York: Olms-Weidmann 2008–2014 (Historia Scientiarum)
- Stil und Epoche. Karl Schnaases dialektisches Modell der Kunstgeschichte, in: Sabine Frommel / Antonio Brucculeri (Hrsg.), L’idée du style dans l’historiographie artistique, Rom: Campisano 2013, S. 35–48
- Die Konstruktion von Heimat. Hermann Muthesius und die Rezeption des englischen ‚vernacular‘ in der deutschen Gartenstadtbewegung, in: Thomas Will / Ralph Lindner (Hrsg.), Gartenstadt. Geschichte und Zukunftsfähigkeit einer Idee, Dresden: Thelem 2012, S. 96–117
- „…erhielt die Praxis der Kunst hier ihr Komplement, die Theorie.“ Karl Immermann, Karl Schnaase und Friedrich von Uechtritz als Mentoren der Düsseldorfer Malerschule, in: Bettina Baumgärtel (Hrsg.), Die Düsseldorfer Malerschule und ihre internationale Ausstrahlung 1819–1918 (Ausst.kat. Düsseldorf 2011), 2 Bde., Petersberg: Imhof 2011, Bd. 1, S. 62–75
- (Hrsg.) Karl Schnaase, Niederländische Briefe. Mit einer Einleitung und einem Themenverzeichnis, Hildesheim / Zürich / New York: Olms-Weidmann 2010
- Franz Kugler und Karl Schnaase – zwei Projekte zur Etablierung der „Allgemeinen Kunstgeschichte“, in: Michel Espagne / Bénédicte Savoy / Céline Trautmann-Waller (Hrsg.), Franz Theodor Kugler. Deutscher Kunsthistoriker und Berliner Dichter, Berlin: Akademie Verlag 2010, S. 83–104
- (Hrsg.) Gottfried Semper – Dresden und Europa. Die moderne Renaissance der Künste, München / Berlin: Deutscher Kunstverlag 2007
- Zwischen Naturwissenschaft und Kulturgeschichte. Die Entfaltung des Systems der Epochenstile im 19. Jahrhundert, in: Bruno Klein / Bruno Boerner (Hrsg.), Stilfragen zur Kunst des Mittelalters. Eine Einführung, Berlin: Reimer 2006, S. 39–60
- „Die Kunst ist nicht das Maass der Geschichte“. Karl Schnaases Einfluss auf Jacob Burckhardt, in: Archiv für Kulturgeschichte 78, 1996, S. 393–431
- Arbeitsteilung der Nationen. Karl Schnaases Entwurf eines historisch gewachsenen Systems der Künste, in: Zeitschrift für Schweizerische Archäologie und Kunstgeschichte 53, 1996, S. 295–306